# موسيس ليك (واشنطن)
موسيس ليك (بالإنجليزية: Moses Lake)‏ هي إحدى مدن ولاية واشنطن في الولايات المتحدة الأمريكية.

## التركيبة السكانية
قام مكتب تعداد الولايات المتحدة بتحديد بيانات التركيبة السكانية لموسيس ليك في تعداد الولايات المتحدة. في ما يلي، التركيبة السكانية حسب تعدادي 2000 و2010.

### تعداد عام 2000
بلغ عدد سكان موسيس ليك 14,953 نسمة بحسب تعداد عام 2000، وبلغ عدد الأسر 5,642 أسرة وعدد العائلات 3,740 عائلة مقيمة في المدينة. في حين سجلت الكثافة السكانية 1,468.6 نسمة لكل ميل مربع (567.0/كم2). وبلغ عدد الوحدات السكنية 6,263 وحدة بمتوسط كثافة قدره 615.1 نسمة لكل ميل مربع (237.5/كم2).
وتوزع التركيب العرقي للمدينة بنسبة 77.16% من البيض و 1.02% من الأمريكيين الأصليين و 1.43% من الأمريكيين ذوي الأصول الآسيوية و 0.07% من سكان جزر المحيط الهادئ و 1.69% من الأمريكيين الأفارقة و 3.20% من عرقين مختلطين أو أكثر.
بلغ عدد الأسر 5,642 أسرة كانت نسبة 35.1% منها لديها أطفال تحت سن الثامنة عشر تعيش معهم، وبلغت نسبة الأزواج القاطنين مع بعضهم البعض 50.3% من أصل المجموع الكلي للأسر، ونسبة 11.5% من الأسر كان لديها معيلات من الإناث دون وجود شريك، وكانت نسبة 33.7% من غير العائلات. تألفت نسبة 27.4% من أصل جميع الأسر من أفراد ونسبة 11.2% كانوا يعيش معهم شخص وحيد يبلغ من العمر 65 عاماً فما فوق. وبلغ متوسط حجم الأسرة المعيشية 3.20، أما متوسط حجم العائلات فبلغ 2.60.
بلغ العمر الوسطي للسكان 32 عاماً. وكانت نسبة 28.8% من القاطنين تحت سن الثامنة عشر، وكانت نسبة 10.6% بين الثامنة عشرة والأربعة وعشرين عاماً، ونسبة 28.0% كانت واقعةً في الفئة العمرية ما بين الخامسة والعشرين والأربعة وأربعين عاماً، ونسبة 19.0% كانت ما بين الخامسة والأربعين والرابعة والستين، ونسبة 13.5% كانت ضمن فئة الخامسة والستين عاماً فما فوق. يوجد لكل 100 أنثى 96.3 ذكر، ويوجد لكل 100 أنثى في الثامنة عشر من عمرها فما فوق 94.1 ذكر.
بلغ متوسط دخل الأسرة في المدينة 36,467 دولار، أما متوسط دخل العائلة فبلغ 42,096 دولار. وكان متوسط دخل الذكور 34,945 دولار مقابل 25,193 دولار للإناث. وسجل دخل الفرد الخاص بالمدينة 16,644 دولار. وكانت نسبة 11.0% من العائلات ونسبة 15.1% من السكان تحت خط الفقر، وكان من هؤلاء نسبة 18.7% تحت سن الثامنة عشر ونسبة 10.5% في الخامسة والستين من العمر وما فوق.

### تعداد عام 2010
بلغ عدد سكان موسيس ليك 20,366 نسمة بحسب تعداد عام 2010، وبلغ عدد الأسر 7,600 أسرة وعدد العائلات 4,995 عائلة مقيمة في المدينة. في حين سجلت الكثافة السكانية 1,293.1 نسمة لكل ميل مربع (499.3/كم2). وبلغ عدد الوحدات السكنية 8,365 وحدة بمتوسط كثافة قدره 531.1 لكل ميل مربع (205.1/كم2).
وتوزع التركيب العرقي للمدينة بنسبة 76.4% من البيض و 1.0% من الأمريكيين الأصليين و 1.5% من الأمريكيين ذوي الأصول الآسيوية و 0.1% من سكان جزر المحيط الهادئ و 1.6% من الأمريكيين الأفارقة و 4.4% من عرقين مختلطين أو أكثر.
بلغ عدد الأسر 7,600 أسرة كانت نسبة 38.4% منها لديها أطفال تحت سن الثامنة عشر تعيش معهم، وبلغت نسبة الأزواج القاطنين مع بعضهم البعض 46.3% من أصل المجموع الكلي للأسر، ونسبة 13.2% من الأسر كان لديها معيلات من الإناث دون وجود شريك، بينما كانت نسبة 6.2% من الأسر لديها معيلون من الذكور دون وجود شريكة وكانت نسبة 34.3% من غير العائلات. تألفت نسبة 27.6% من أصل جميع الأسر من أفراد ونسبة 10.9% كانوا يعيش معهم شخص وحيد يبلغ من العمر 65 عاماً فما فوق. وبلغ متوسط حجم الأسرة المعيشية 3.25، أما متوسط حجم العائلات فبلغ 2.66.
بلغ العمر الوسطي للسكان 32.1 عاماً. وكانت نسبة 29.6% من القاطنين تحت سن الثامنة عشر، وكانت نسبة 9.6% بين الثامنة عشرة والأربعة وعشرين عاماً، ونسبة 27% كانت واقعةً في الفئة العمرية ما بين الخامسة والعشرين والأربعة وأربعين عاماً، ونسبة 21.4% كانت ما بين الخامسة والأربعين والرابعة والستين، ونسبة 12.3% كانت ضمن فئة الخامسة والستين عاماً فما فوق. وتوزع التركيب الجنسي للسكان بنسبة 49.4% ذكور و50.6% إناث.